# 美洲鳶屬
美洲鳶屬（学名：Leptodon）是鹰科下的一个属。

## 下属物种
本属包括以下物种：
- 灰头美洲鸢 Leptodon cayanensis (Latham, 1790)
- 白頸鳶 Leptodon forbesi (Swann, 1922)